# Coming Out (film, 1989)
Coming Out je východoněmecký film režiséra Heinera Carowa z roku 1989. Byl jedním z prvních filmů v bývalém socialistickém bloku, který se otevřeně věnoval gay a lesbickému tématu (první v NDR s tímto tématem jako ústředním). Civilním způsobem problematizoval proces sebepřijetí (coming out) podle něhož získal i název.

## Děj
Mladý učitel Philipp prožívá uvědomění své homosexuality a coming out po osudovém setkání s Matthiasem. Jeho vnitřní svár ztěžují společenské předsudky. Philipp navíc čeká dítě s Tanjou, která ho miluje, ale neodvažuje ji říct pravdu. Ocitá se v krizi, pociťuje osamělost a zmatenost, čím dál více si však uvědomuje nevyhnutelnost akceptace svojí sexuální orientace.

## Obsazení
| Matthias Freihof  | Philipp Klarmann (Filip)     |
| Dagmar Manzel     | Tanja (Táňa)                 |
| Dirk Kummer       | Matthias (Matěj)             |
| Michael Gwisdek   | Achim                        |
| Werner Dissel     | starší homosexuál (Walter)   |
| Gudrun Ritter     | Paní Moellemannová, servírka |
| Walfriede Schmitt | Philippova (Filipova) matka  |
| Axel Wandtke      | Jakob                        |
| Pierre Bliss      | Arab                         |
| René Schmidt      | mladík v parku               |
| Thomas Gumpert    | Larry                        |
| Ursula Staack     | Nemrava                      |
| Robert Hummel     | Lutz                         |
| Horst Ziethen     | Čahoun                       |

## Zajímavosti
Režisér slavného filmu Legenda o Paule a Paulovi Heiner Carow natočil Coming Out jako milostný příběh s obhajobou tolerance i přes protest filmového studia DEFA.
Na festivalu Berlinale v roce 1990 byl film uveden v hlavní soutěži a obdržel Stříbrného medvěda za mimořádný umělecký přínos
a také cenu za nejlepší gay a lesbický celovečerní film Teddy Award. Mimo soutěž byl na Berlinale uveden i v letech 1997, 2001 a 2006. V roce 2005 byl uveden i na Torontském LGBT filmovém festivalu.
V roce 2011 byl Coming Out uveden na losangeleském gay a lesbickém festivalu OutFest, a to u příležitosti 25. výročí ceny Teddy Award ve výběrové sekci filmů ověnčených touto cenou. Pořadatel festivalu přitom uvedl jako příznačné, že byl film premiérován v den pádu Berlínské zdi.
V ČR byl uveden mimo jiné v roce 2000 na filmové přehlídce Duha nad Brnem či v gay a lesbické sekci Letní filmové školy 2001.
V roce 2012 byl v Praze uveden na přehlídce Das Filmfest.